# Peroxyde d'acétone
 (mars 2016).
Motif : Propos contradictoires

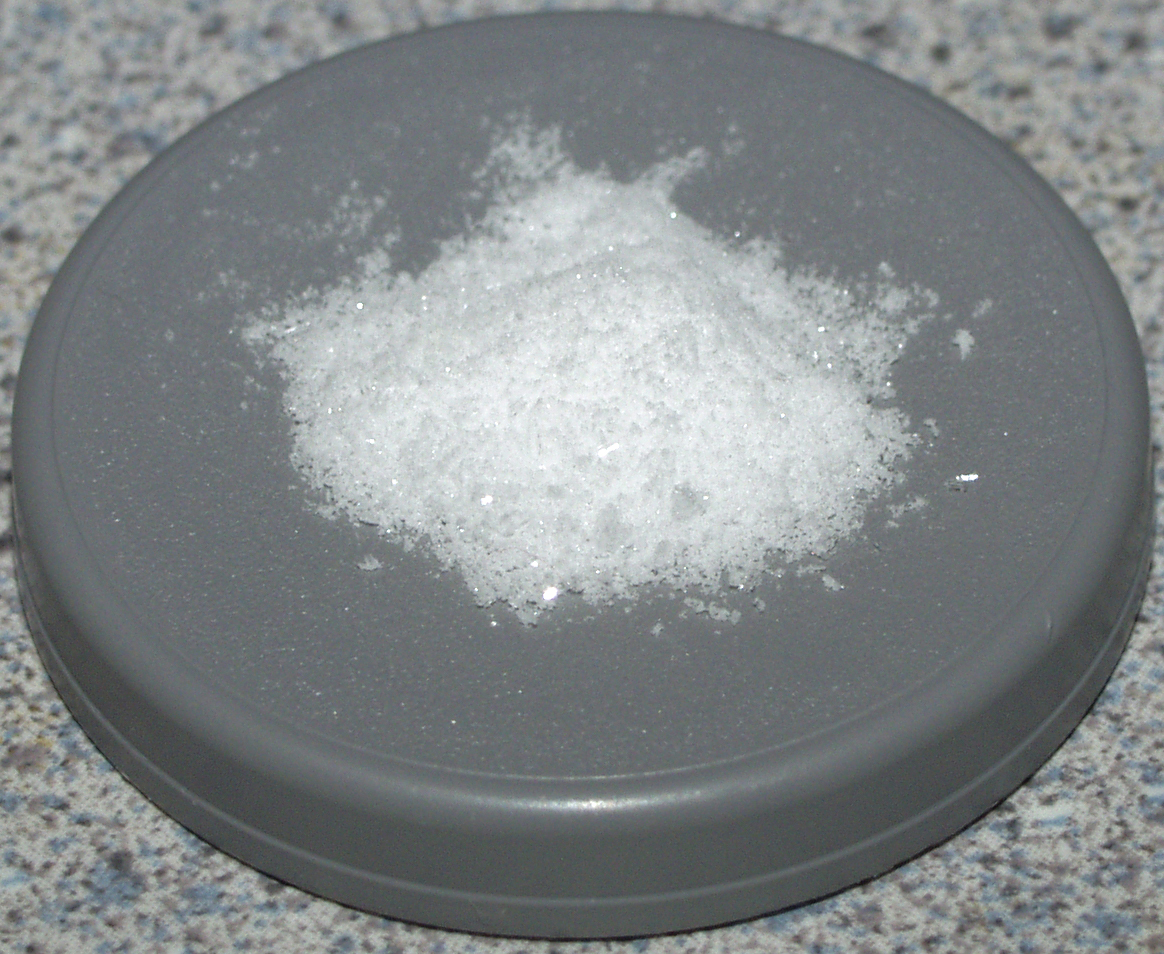
Peroxyde d'acétone (poudre)

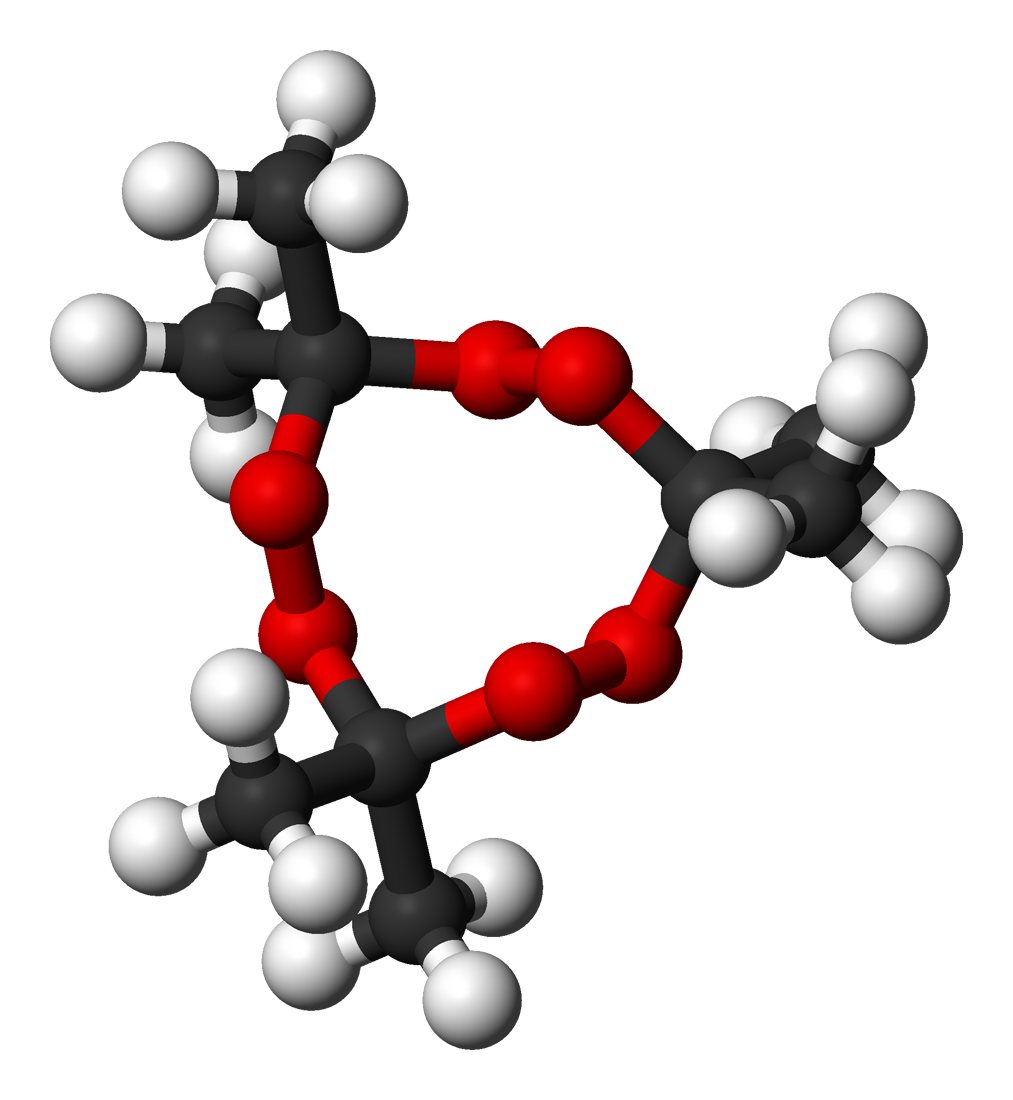
Trimère du peroxyde d'acétone (représentation 3D)

Le peroxyde d'acétone est un explosif primaire découvert en 1895 par Richard Wolffenstein. C'est une famille de molécules instables constituées de peroxydes organiques cycliques, notamment sous la forme d'un dimère ou d'un trimère. Le produit connu sous le nom de peroxyde d'acétone contient majoritairement la forme trimère : le triperoxyde de triacétone, d'où le nom TATP (en anglais : triacetone triperoxide) ou TCAP (en anglais : tricyclicacetonperoxide).
On le rencontre le plus souvent sous la forme d'une poudre blanche cristalline qui dégage une odeur d'ammoniac âcre caractéristique.

## Histoire
La forme de trimère a été découverte en 1895 par Richard Wolffenstein. En 1900, Adolf von Baeyer et Victor Villiger réalisent la première synthèse du dimère et décrivent l'utilisation des acides comme catalyseurs. L'étude plus précise de cette synthèse et des produits a été réalisée au niveau de la moitié du XXe siècle avec les travaux de Golubović et Milas.

## Chimie

### Synthèse
De fabrication simple, mais très dangereuse, il peut être obtenu à partir d’eau oxygénée (peroxyde d'hydrogène) et d’acétone (propanone). L'acide chlorhydrique, l'acide sulfurique, l'acide nitrique (acides forts) ou encore le chlorure d'étain(IV) servent à catalyser la réaction qui doit se faire à froid. L'obtention du précipité (des cristaux blancs) se fait par une réaction fortement exothermique. Les molécules contiennent dans leur cycle des liaisons peroxydes, ce qui explique l'instabilité du produit.
Expérimentalement, si l'on essaie de produire la réaction à chaud, le peroxyde d'acétone et le peroxyde d'hydrogène se vaporisent et se dégagent lentement sous forme d'une fumée blanche, épaisse et âcre, plus lourde que l'air ambiant, qui détone très violemment au contact d'une source de chaleur incandescente (étincelle, filament d'ampoule électrique...), ce qui est extrêmement dangereux et totalement incontrôlable.[réf. nécessaire]
La réaction est quasiment complète, mais la réaction produisant beaucoup de chaleur peut vaporiser le peroxyde d'hydrogène ou l'acide fort utilisé comme catalyseur, ce qui peut provoquer des brûlures irréversibles aux mains et aux yeux.
D'ailleurs, si le mélange est "noyé" dans l'acétone, les flocons de peroxyde d'acétone se dissolvent et le mélange se met spontanément à bouillir, jusqu'à disparition complète du peroxyde. À cette occasion, le récipient contenant le mélange peut se fêler ou se briser net sous l'effet de la chaleur intense.[réf. nécessaire]

### Formes oligomères
Le peroxyde d'acétone existe sous plusieurs formes oligomères cycliques dont les formules chimiques sont :
- C6H12O4 (diperoxyde d'acétone)
- C9H18O6 (triperoxyde d'acétone)
- C12H24O8 (tétraperoxyde d'acétone)

Les conditions de catalyse déterminent la part de chaque oligomère dans le mélange obtenu. Lorsque la concentration en catalyseur acide est faible, le trimère est obtenu majoritairement, quelle que soit la température ou le type d'acide. Lorsque la concentration en catalyseur augmente, le dimère est obtenu comme produit secondaire, puis comme unique produit.

### Stabilité
Le peroxyde d'acétone est une espèce chimique particulièrement instable. Cependant, les différents oligomères présentent des caractéristiques différentes :
- Le dimère est la forme la moins stable vis-à-vis de sa décomposition explosive ;
- Le trimère est plus stable mais reste cependant très sensible. Sa sensibilité est proche de celle du fulminate de mercure ce qui signifie qu'un choc violent est requis pour déclencher une explosion. Cependant, il est à noter qu'il est très sensible à la friction, ce qui le rend d'autant plus dangereux ;
- Le tétramère est la forme la plus stable. Cependant, ses conditions de synthèses sont particulières et il ne s'agit donc pas de la forme la plus courante.

Cette baisse de stabilité au niveau des différentes formes est en partie explicable par des contraintes structurales accrues chez la forme dimère par rapport au trimère, notamment en ce qui concerne les angles de liaisons des atomes d'oxygène inclus dans le cycle des molécules.
Il s'agit d'une molécule métastable, ce qui signifie qu'en présence de certains catalyseurs, elle se décompose pour former le dimère, la forme la moins stable.
De plus, le peroxyde d'acétone a fortement tendance à se sublimer, ce qui augmente le risque d'explosion et donc d'accident.
Tous ces facteurs font que le stockage de ce produit est particulièrement dangereux et se fait dans des conditions particulières. Ainsi, pour plus de sécurité, il est conservé dans l'eau ou dans un mélange stabilisant.

### Formes cristallines
Le trimère du peroxyde d'acétone se présente généralement sous la forme de cristaux monocliniques, mais d'autres formes peuvent être observées en fonction du type de catalyse employé.

### Utilisation en synthèse
Le peroxyde d'acétone peut être utilisé pour oxyder les alcools.

## Explosion
L'explosion du peroxyde d'acétone dépend de plusieurs paramètres : 
- Confiné, il détone violemment. Sa vitesse de détonation est de 5 300 m·s-1[16] pour un échantillon de densité 1,18. Dans ce cas, c'est un explosif brisant ;
- Non confiné, il produit une violente flamme qui forme une "boule de feu". Dans ce cas, c'est un explosif soufflant ;
- Confiné ou non, dans le cas d'un amorçage, il détone.

Les produits de l'explosion ne sont pas clairs et diffèrent selon les sources, cependant on retrouve systématiquement un gaz, ce qui explique le résultat soufflant. L'explosion dégagerait de l'acetone et de l'ozone principalement.  Une seule cuillère à café de TATP, soit 5 g suffit à faire exploser un ordinateur portable et sa puissance est équivalente à 80 % de celle du TNT. L’explosion de 10 grammes de peroxyde d'acétone produit en effet 250 cm3 de gaz alors que le TNT en produit 285
Une caractéristique du peroxyde d'acétone est que son explosion est peu exothermique, elle est dite entropique car le principal facteur favorisant sa réaction de décomposition est la création d'entropie.
En le mélangeant avec d'autres produits (plastifiant, poudre sans fumée...), il peut détoner sans avoir besoin d'être confiné. 
Il est important de noter qu'en tant qu'espèce chimique instable, le peroxyde d'acétone peut exploser sous l'effet de nombreux facteurs et le type d'explosion dépend en outre de la quantité et du type d'oligomère.

## Utilisation
Le peroxyde d'acétone est utilisé comme charge primaire dans des détonateurs.
Cet explosif, extrêmement instable, est facile à fabriquer avec des moyens artisanaux car ses ingrédients se trouvent facilement, ce qui explique que sa recette circule sur Internet. Outre cette facilité de production, il est difficile à détecter, ce qui en fait un explosif souvent employé par les terroristes, notamment par les djihadistes qui le surnomment la « mère de Satan ». Il a été utilisé  lors d'un attentat raté par Richard Reid durant le vol Paris-Miami d'American Airlines en décembre 2001, ainsi que pour plusieurs autres attentats ou tentatives d'attentat (attentats de Paris en novembre 2015, attentats à Bruxelles en mars 2016, attentat à Manchester en mai 2017, attentat à Lyon en mai 2019),,,,. Des traces de TATP auraient également été retrouvées dans les ruines de la maison d'Alcanar utilisée par le groupe suspecté d'avoir organisé les attentats des 17 et 18 août 2017 en Catalogne. L'explosion accidentelle de cette maison le 16 août aurait conduit ce groupe à changer ses plans, et à commettre dès le lendemain une attaque meurtrière avec un camion de location plutôt qu'une attaque à l'explosif.

## Alimentation
Le peroxyde d'acétone est repris dans les additifs alimentaires et codé E929. Il est utilisé comme agent de traitement de farines.